# Cecilia Paredes
Cecilia Paredes (Lima, 1950) es una artista multimedia peruana establecida en Filadelfia (Estados Unidos) donde es profesora invitada de la Universidad de Pensilvania. Su obra trasciende hacia temas universales, especialmente a los relacionados con el poder de la naturaleza y lo femenino. También la migración, protagonista temática de varias de sus exposiciones. En sus instalaciones utiliza con frecuencia elementos naturales de desecho, en su mayoría orgánicos. Entre sus trabajos más conocidos está "Paisajes" en el que ella misma se mimetiza y utiliza su propio cuerpo como lienzo para pintura corporal.

## Trayectoria
Nació en Lima pero desde joven ha vivido fuera de Perú.  Estudió Artes Plásticas en la  Pontifícia Universidad Católica del Perú, en el Cambridge Arts and Crafts School de Inglaterra y la Scuola del Nudo de Roma. Completó residencias en la Universidad de Pensilvania y el Banff Art Centre de Canadá.
Durante los años de estudiante en Lima en los años 70 mantuvo un intenso activismo político que le obligó a exiliarse junto a su esposo. Vivió en México cinco años y en Costa Rica, durante casi 25 años. En la actualidad, reside en EE. UU., en Filadelfia donde es profesora invitada en la Universidad de Pensilvania, donde reside.
Colectivamente ha expuesto en varias bienales como la de La Habana, la de Venecia o la Bienal de Arquitectura de Canarias, además de exponer en festivales de fotografía y ferias de arte, siendo la artista internacional invitada en la feria FIA de Caracas en 2008.

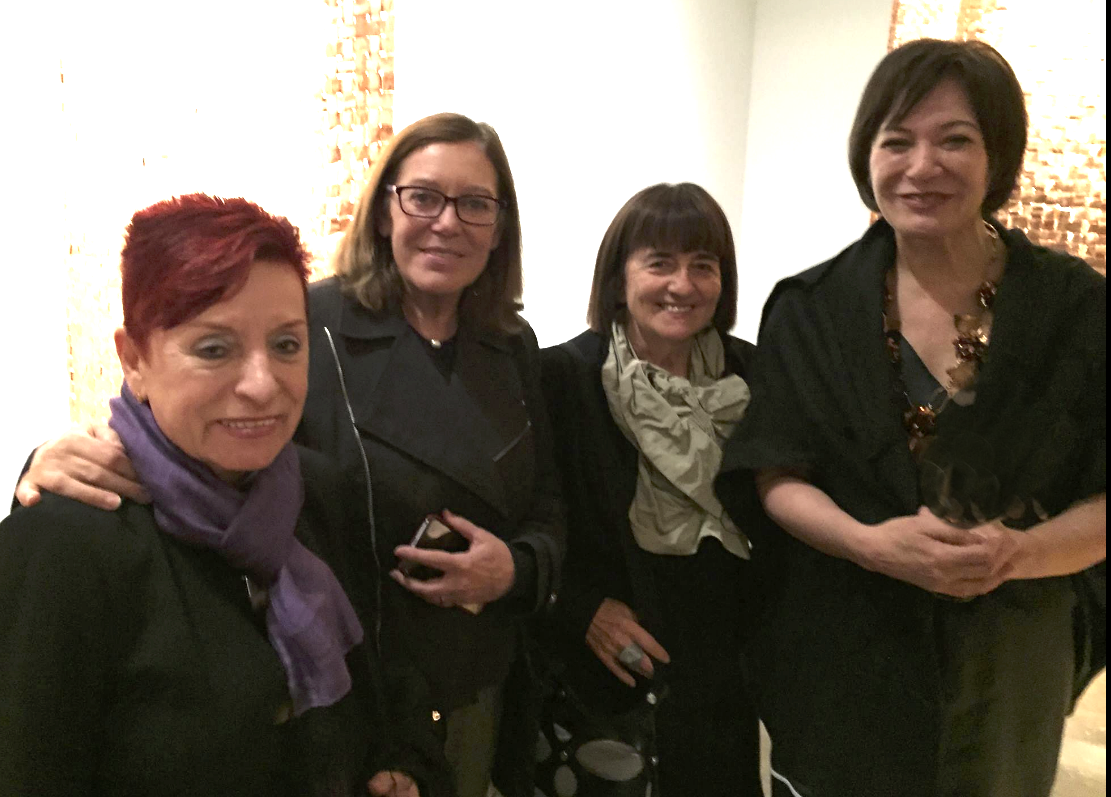
En la inauguración de su exposición en Tabacalera de Madrid en 2015 con sus colegasː Marisa González, Paloma Navares y Concha Jerez

Su obra se ha exhibido en lugares como la Tabacalera Promoción del Arte (Madrid, 2015), el Museo Ermitage, Palacio Vladimir (Rusia, 2013) y el Museo de la Fotografía (Colombia, 2013).

## Obra
Ella misma es el tema no solo de sus performances sino también de sus fotografías y objetos, sin embargo con frecuencia no es reconocida y aparece disimulada entre las materias naturales que utiliza, las capas de telas o plasmada como diferente y transformada. En sus fotografías Paredes se mimetiza con animales o seres mitológicos, fundida en ornamentos florales.
Es principalmente conocida por su serie fotográfica permanente "Paisajes" en la que se explora la yuxtaposición visual de su cuerpo pintado con los patrones y la superficie debajo de él. Compone estas fotografías mediante la selección de un suelo estructurado, tales como papel tapiz floral, e intrincadamente pinta su piel para que coincida. Los contornos inevitables de su forma por lo tanto la encierran y manifiestan, dependiendo del ángulo de la cámara.
“En el período que Cecilia vivió en Costa Rica sentó precedentes en el desarrollo de obras objetuales e instalaciones, en el empleo de recursos naturales como materia prima y en el uso del cuerpo propio como referente y medio expresivo”, explica María José Monge, curadora de artes visuales.
Entre sus referentes artísticos se encuentran Remedios Varo y Leonora Carrington a quienes Paredes denomina "sus madres". Ellas -explica- me abrieron la puerta para decirme que todo es posible, todo es factible. También reconoce influencias en su obra de Kiki Smith, Louise Bourgeois, William Kentridge y Anselm Kiefer (padre de la materia y comprometido con el universo mitológico).

## Exposiciones
- 2016:  "El perpetuo Errante", Museo Banco Central, Costa Rica[4]

- 2015:  Tabacalera Promoción de Arte, Madrid, España.[8]
  - Bienal de La Habana 2015. Museo Orgánico Romerillo, Cuba.

- 2014:  Museo del Espacio, Individual. Samara, Rusia.
  - Pingyao Art Festival, Shanxi, China. Lingshi Print Festival, Lingshi, China.

- 2013:  Museo Hermitage Individual en el Palacio Vladimir, San Petersburgo, Rusia.
  - Museo Pedro de Osma, Individual, Lima, Perú.
  - Bienal de Fotografía, Bogotá, Colombia.
  - Bienal de Arezzo, Italia.
  - Arte para el Cambio, Madrid, España.

- 2012:  KIAF Art Siddhartha, Festival de Arte Katmandú, Nepal.

- 2010:  Museo de Arte Moderno, Individual MMOMA Moscú, Rusia.
  - Instituto Cultural Peruano Norteamericano, Individual, Lima, Perú.
  - Banco Mundial, Washington D. C., EE. UU. Individual. Estados Unidos
- 2004:  "El hábito de Dafne", Perú.[9]

## Premios y distinciones
- 2022 Premio Iberoamericana de Toro, Zamora, España.
- 2022 Premio Estampa , Colección Julián Castilla, Madrid, España.
- 2014 Premio a la Excelencia Pingyao Photo Festival, China

- 2012 Escuela Nacional de Bellas Artes Artista Invitada Charla Artística, Lima, Perú.
- 2012 Taller Comalapa, Guatemala, Artista Invitada

- 2011 Universidad de Texas, Artista Invitada,San Antonio Texas, EE. UU.

- 2010 Guanlan Taller de Impresión, Artista Residente Gualan, Shenzhen, China

- 2009 Premio Mejor Artista Extranjera Santiago de Chile
- 2009 Premio "40th Street Award" de Filadelfia, EE. UU.
- 2008  Artista Invitada a la FIA, Feria Internacional de Caracas, Venezuela
- 2002  Primera Mención de Honor Bienal Centroamericana, Managua,  Nicaragua
- 2000  Banff Centro para las Artes, Canadá, Artista Residente. Residencia Discovery
- 1998  Fundación Rockefeller, Residencia Bellagio, Bellagio, Italia
- 1998 Premio Nacional de Grabado, Lima, Perú

## Colecciones
- Museo de Arte Moderno MMOMA Moscú, Rusia
- Banco Mundial, Washington D. C., EE.UU
- Deustche Bank, New York, EE. UU.
- San Antonio Museum of Art, Texas, EE.UU
- Museo de Arte y Diseño Contemporáneo, Costa Rica
- Colección Daniel Yankelewitz, Costa Rica
- Colección Solita Mishaan, Florida, EE. UU.
- Colección Ernesto Ventós, Barcelona, España
- Museo del Barrio, New York, EE.UU
- Colección Tomás Ybarra-Frausto, San Antonio, Texas, EE. UU.
- Museo de Arte Moderno, Panamá
- Guanlan Print, Shenzhen, China
- Universidad de San Antonio, Texas, EE. UU.
- Universidad Nacional de Ingeniería, Lima, Perú
- Lehigh University Collection, Pensilvania, EE. UU.
- Colección María De Corral, Madrid, España
- Colección Teorética, Costa Rica
- Colección Sagrario Pérez Soto Caracas, Venezuela
- Art Nexus, Florida, EE.UU
- Colección Centro Wilfredo Lam, La Habana, Cuba
- Universidad de Salamanca, España